# James Ensor

Wjazd Chrystusa do Brukseli

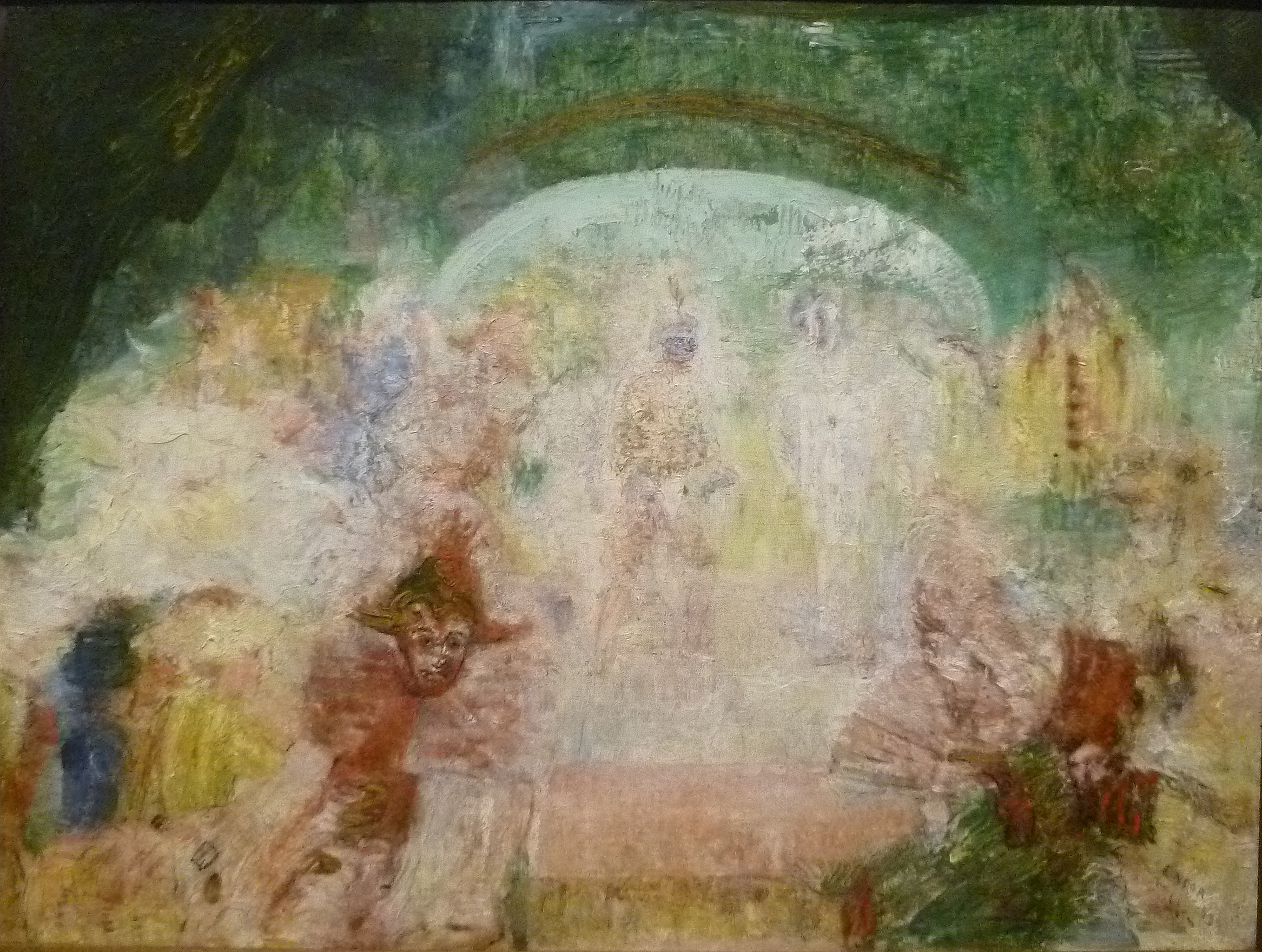
Teatr masek

James Sidney Ensor (ur. 13 kwietnia 1860 w Ostendzie, zm. 19 listopada 1949 tamże) – belgijski malarz, grafik, pisarz i kompozytor. Uważany jest za prekursora ekspresjonizmu.

## Życiorys
Z wyjątkiem trzech lat studiów (1877–80, historia i malarstwo religijne) w Akademii Sztuk Pięknych w Brukseli, całe życie spędził w swoim rodzinnym mieście, Ostendzie.
Początkowo malował pejzaże, wnętrza, martwe natury i portrety realistyczne, utrzymane w ciemnej kolorystyce, którą rozjaśnił pod wpływem impresjonizmu. Zajmował się również grafiką – tworzył akwaforty i litografie. Około 1885 roku rozwinął swój własny, groteskowy styl. Wprowadzał do swoich dzieł elementy symboliczne i fantastyczne (często obok wątków realistycznych przedstawia np. widma, maski karnawałowe i szkielety). Wiele jego dzieł ma charakter satyryczny. Jest także autorem dzieł muzycznych i literackich.

## Wybrane dzieła
- Wjazd Chrystusa do Brukseli (1888)
- Teatr masek (1889)
- Intryga (1890)
- Maski i śmierć (1897)
- Autoportret wśród masek (1899)
- Teatr masek (1889)
- Kościółek w Mariekerke (1901)